# Geo (U-Boot)

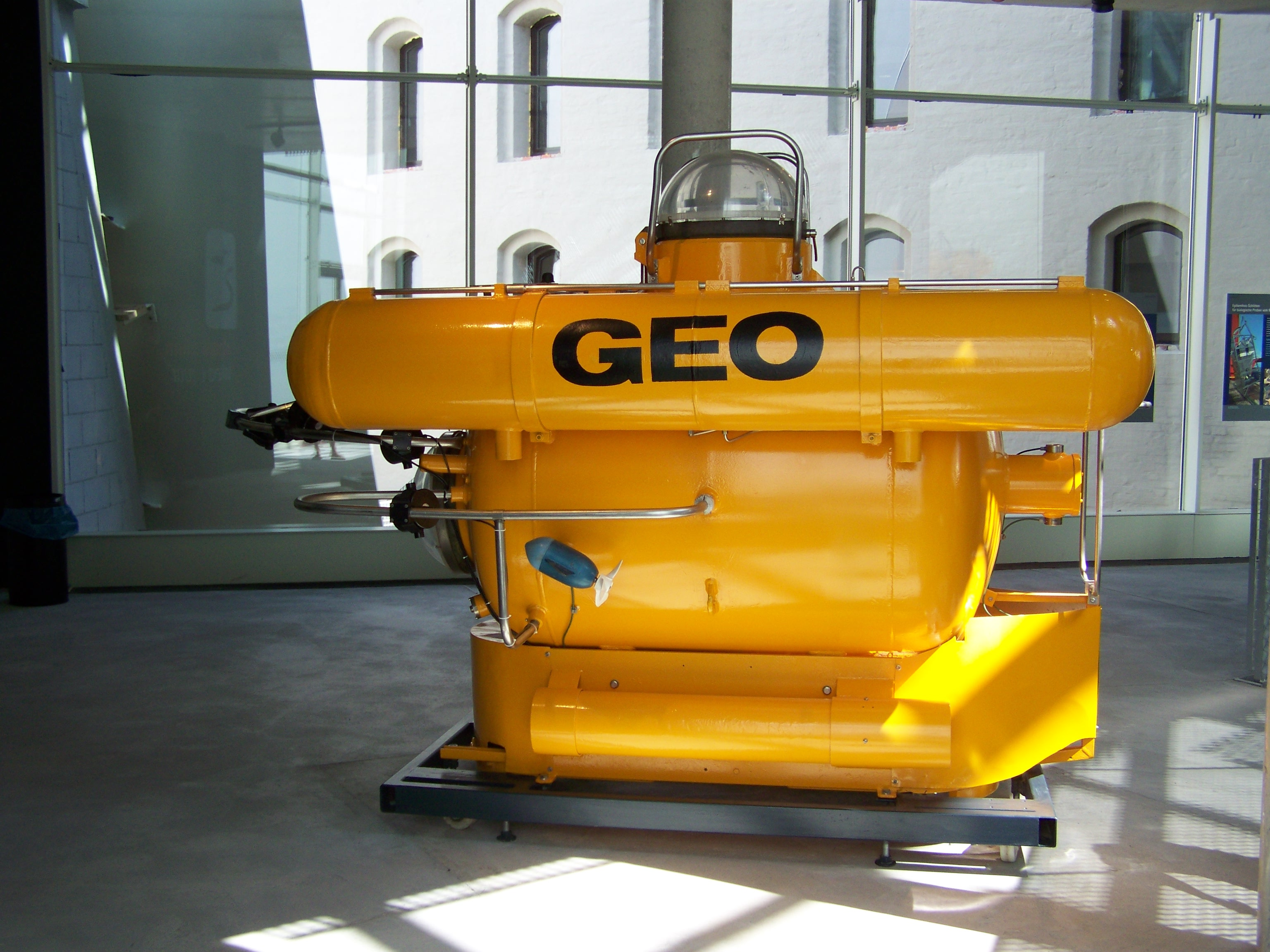
Tauchboot Geo im Ozeaneum Stralsund (2008)

Geo ist der Name des ersten bemannten deutschen Forschungs-U-Bootes. Es wurde überwiegend für meeresbiologische Forschungen eingesetzt. Das Boot war von 2003 bis 2015 Ausstellungsstück im Deutschen Meeresmuseum in Stralsund; von 2016 bis 2022 wurde es im Deutschen Museum in München ausgestellt.

## Geschichte
Der Verhaltensforscher Hans Fricke, der das Boot selbst finanziert hatte, beobachtete an Bord der Geo zusammen mit seinem Mitarbeiter Jürgen Schauer im Sommer 1987 an der Lavasteilküste der afrikanischen Komoren-Inseln in einer Felsenhöhle etwa 100 Meter unter dem Meeresspiegel erstmals die seinerzeit als ausgestorben geltenden Quastenflosser.
1988 wurde die Geo nach 800 Tauchfahrten und insgesamt 2.350 Stunden Unterwasserzeit durch das Tauchboot Jago ersetzt und außer Dienst gestellt.
Das Tauchboot wurde seit Mitte der 1990er Jahre in einer Halle auf dem Nautineum in Stralsund als Ausstellungsstück gezeigt. Im Januar 2008 wurde es auf der Messe „boot“ in Düsseldorf präsentiert. Am 27. März 2008 wurde das Boot vom Nautineum zur Baustelle des Ozeaneums gebracht und mittels eines Kranes in die künftige Ausstellungshalle gesetzt. Hier wurde es bis zum 18. Januar 2016 zusammen mit anderen Tiefseeforschungsgeräten im verglasten Foyerbereich präsentiert. Das Tauchboot wurde im Januar 2016 nach München transportiert; in München war es Teil einer Ausstellung über Meeresforschung, die seit Juli 2022 sanierungsbedingt geschlossen ist.
Ein Modell der Geo (Originalmaßstab) steht im Haus der Natur Salzburg.

## Technische Daten
- Länge: 2,60 Meter
- Höhe: 2,20 Meter
- Gewicht: 2 Tonnen
- Besatzung: 2 Personen
- Tauchzeit: bis 5 Stunden
- Tauchtiefe: max. 200 m